# دیگو اگیره (بازیکن فوتبال اسپانیایی)
دیگو اگیره (انگلیسی: Diego Aguirre؛ زادهٔ ۱۷ اکتبر ۱۹۹۰) بازیکن فوتبال اهل اسپانیا است.
از باشگاه‌هایی که در آن بازی کرده‌است می‌توان به باشگاه فوتبال لگانس، باشگاه فوتبال رئال اویدو، و باشگاه فوتبال رایو وایکانو اشاره کرد.